# Herbier national du Cameroun
Pour les articles homonymes, voir HNC.
L'Herbier national du Cameroun (HNC) est un établissement scientifique public camerounais fondé par René Letouzey à Yaoundé en 1948,,.
En 1996, l'Herbier était dirigé par Benoît Satabié, avec une équipe constituée de trois chercheurs et d'un technicien. Il comptait environ 70 000 spécimens appartenant à 1 750 genres et 232 familles. La collection complète de plantes était alors estimée à 7 500-8 000 espèces.
Succédant à Gaston Achoundong, Jean-Michel Onana est le directeur de l'Herbier national du Cameroun.

## Domaines d'intervention de l' Herbier national
L'herbier national intervient dans les domaines suivants :
- Identification des espèces de la flore et faune du Cameroun
- Formation sur les techniques d'identification et de conservation de la biodiversité
- Inventaire floristique et faunistique
- Aménagement du territoire
- Construction de pépinière et jardin botanique
- Suivi-évaluation des projets de recherche
- Monitoring par télédétection avec drones et images satellitaire[2]